# Sara Symington
Pour les articles homonymes, voir Symington.
Sara Symington née le 25 septembre 1969 à Maracaibo au Venezuela, est une coureuse cycliste professionnelle anglaise.

## Biographie
Sara Symington est née à Maracaibo au Venezuela. Elle a grandi à Aylestone dans la banlieue de Leicester :

## Palmarès sur route
- 1998
  - Championne amateur britannique sur route
- 1999
  - 3e de Geelong World Cup
- 2000
  - 2e étape du GP Feminin du Quebec
  - 2e des championnats de Grande-Bretagne du contre-la-montre
  - 2e de la Ronde van Navarra
  - 3e du GP Feminin du Quebec
  - 6e de la course en ligne des championnats du monde de cyclisme sur route 2000
  - 10e de la course en ligne des Jeux olympiques d'été de 2000
- 2001
  - 3e des championnats de Grande-Bretagne de cyclisme sur route
  - 3e de la Ronde van de 6 Comuni
- 2002
  - 8e étape Tour de l'Aude cycliste féminin
- 2004
  - 4e étape Tour de l'Aude cycliste féminin

## Palmarès sur piste

### Coupe du monde
- 2002
  - 2e de la poursuite à Sydney

### Championnats nationaux
- 2001
  - 3e de la poursuite